# Guaviare
El departament del Guaviare fou creat el 4 de juliol de 1991 per la nova Constitució de Colòmbia. Fins aquest dia era un territori nacional amb caràcter de comissaria, que havia estat segregada de l'aleshores també Comissaria del Vaupés, el 23 de desembre de 1977.

## Divisió administrativa
- Municipis: 
  - San José del Guaviare: capital del Guaviare, localitzada al Nord del departament, aproximadament a 400 km al sud de la ciutat de Bogotá. Té 67 mil habitants, dels quals 44 mil viuen en l'àrea rural. El municipi inclou els Resguardos indígenes Guayabero, Sikuani i el Resguardo indígena Nukak.
  - El Retorno: Aproximadament a 15 km al sud de San José del Guaviare.
  - Calamar: sobre el marge dret del riu Unilla, aproximadament a 80 km al sud de San José del Guaviare.
  - Miraflores: Uns kilòmetres més avall d'on s'uneixen les aigües dels riuss Itilla i Unilla per a formar el Vaupés, aproximadament a 150 km al sud-est de la ciutat de San José del Guaviare. Hi ha alguns Reguardos Indígenas de la familia Tucano i el Carijona de Puerto Nare.

- Corregiment: 
  - Morichal: A l'est del departament entre els rius Inírida i Papunaua i els departaments de Guainía i Vaupés. Territori tradicional Puinave.

## Població
Des de l'època prehispànica els territoris actuals del departament del Guaviare han estat ocupats per indígenes Nukak i Puinave, de la família lingüística Puinave Makú; Guayabero i Sikuani, de la família lingüística Guahibo; cubeo, desano i Tucano, de la Família Tucano; i Carijona, de la família caribe. També hi ha Kurripako, de la família Arawak. Aquests pobles viuen en l'actualitat en Resguardos on la propietat col·lectiva és reconeguda per l'estat. En l'actualitat aquests indígenes superen les 4.000 persones. Tanmateix, es van extingir els tinigua, que habitaven al nord-oest del departament en límits amb Meta i Caquetá.

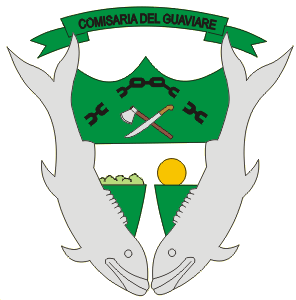
Escut de la comissaria de Guaviare

Escut de la departament de Guaviare